# CNOT4
CNOT4‏ (CCR4-NOT transcription complex subunit 4) هوَ بروتين يُشَفر بواسطة جين CNOT4 في الإنسان.